# 윤오
윤오(본명: 김영준, 1986년 7월 22일 ~)는 대한민국의 싱어송라이터이다.

## 디지털 싱글앨범 《서점》 발표(2014)
싱어송라이터 윤오는 2014년 9월 17일 디지털 싱글앨범 《서점》을 발표하며 음악가로서 첫 걸음마를 시작하였다. 윤오는 호원대학교 실용음악과를 졸업하고 이장혁, 머쉬룸즈 등의 드럼연주를 도와주며 음악활동을 이어왔다. 그는 처음 음악을 시작하였던 고등학교 재학 당시, 언젠가 자신만의 음악을 만들겠다는 꿈을 잊지 않고 2012년 졸업 이후 꾸준히 작업을 해왔다.
윤오는 첫 디지털 싱글앨범 《서점》을 통해, 감성적인 피아노와 첼로 연주로그가 생각하는 서점을 따뜻하고 부드럽게 표현해냈다. 자신만의 음악적인 색깔에 평소 좋아하던 이소라, 루시드폴 등 뮤지션의 느낌을 입혀 전체적으로 차분하고 속삭이는 듯한 소리들이 듣는 이로 하여금 마음을 감성적으로 만들어준다.

## 정규앨범 《김영준》 발표(2017)
싱어송라이터 윤오는 2017년 5월 24일 정규앨범 《김영준》을 발표하였다. 여기에서 '김영준'이란, 싱어송라이터 윤오의 본명을 뜻한다. '자해'와 '빈 공간' 등 인스트루먼트 트랙을 포함한 9곡을 발표하였다.
윤오는 해당 앨범에 대해 "앞으로의 활동을 염두에 두고 만든 앨범이라기보다, 그때까지 작곡을 틈틈이 공부하며 만들었던 음악을 남기고자" 발매하였다는 겸양의 뜻을 밝혔다.

## '위로'와 '위험' 사이 자해 콘텐츠 관련 논란[1]
싱어송라이터 윤오가 2017년에 발표한 음반 《김영준》에 수록된 <자해>는 올해 8월 ‘자학(학대) 행위’ 이유로 청소년유해매체물로 결정되었다.

“나는 알고 있었습니다. 많이 아프게 된다 해도 이젠 멈춰야 한다는 걸 더 이상 갈 수는 없다는 걸/ (중략) / 하늘색 도화지에 붉은 피가 흐르고 아름답던 그림들은 새빨갛게 물들어갑니다/ 어쩔 수 없다는 걸 니가 이해를 해준다 해도 내 흉터는 기억 속에 지워지지 않을 겁니다”
가수 윤오가 지난해 발표한 음반 《김영준》에 수록된 <자해>의 노랫말이다. 이 노래는 2018년 8월21일 여성가족부 청소년보호위원회로부터 청소년유해매체물로 결정됐다. 청소년보호위원회가 밝힌 이유는 ‘자학(학대) 행위’다. 이 노래가 자살과 자학 행위, 그 밖에 육체적·정신적 학대를 미화하거나 조장한다는 뜻이다. 이 노래 말고도 같은 시기 27개의 음반과 음악 파일이 청소년유해매체물로 지정되었다.
‘자해’ 노래, ‘자학 행위’로 청소년유해매체물 규제
윤오는 20대 초반께 한 친구가 자해한 흉터를 처음 보았다. 어느 여름날 반팔 옷을 입은 친구의 팔뚝에는 소매가 들릴 때마다 칼로 그은 듯한 상처가 보였다. 자해라는 걸 들어본 적이 있지만 자해 흔적을 본 것은 처음이었다. ‘오죽하면 자해했을까’ ‘얼마나 아팠을까’라는 생각이 들었다. 하지만 친구에게 ‘왜 자해했느냐’고 묻는 것도 상처가 될까 조심스러웠다.
친구의 자해는 윤오에게 깊은 인상을 남겼다. 노래 <자해>는 그 친구를 몰랐다면 나오지 않았을 터다. 노래 제목이 처음부터 자해는 아니었다. 가사를 만들고 보니 가사에 붙일 제목이 자해뿐이었다. “자해는 스스로 감정을 끊어내거나 어떤 이유로든 감정이 끊어질 때 일어나는 일이라고 봤다. 가사를 보면 알 수 있겠지만 감정을 끊어낼 때 아픔이 자해와 비슷하다고 생각했다”고 윤오는 <한겨레21>에 말했다.
<자해>가 청소년유해매체물로 바뀐 날, 한 음원 누리집에 자신을 청소년이라고 밝힌 이가 댓글을 달았다. “자해를 자주 해 많이 공감했던 노래다. 그런데 청소년유해매체물로 바뀌어 앞으로 못 듣게 됐다.” 윤오는 지난해 《김영준》 음반을 발표할 때 이 노래를 청소년유해매체물로 신청했다. ‘자해’라는 단어나 ‘그어야 한다’는 표현이 청소년에게 부정적 영향을 미칠까봐 그랬다. 정작 당시에는 청소년유해매체물로 지정되지 않았다. 이후 포크 그룹 ‘교문앞병아리’의 노래 <대가리 박고 자살하자>(대·박·자)가 초등학생 사이에 유행하며 논란이 일자, 청소년보호위원회는 뒤늦게 윤오의 곡을 포함해 자해를 다룬 노래 28곡을 청소년유해매체물로 정했다. 노래는 자학 행위로 규제되지만, 만화(간행물윤리위원회)과 방송물(방송통신심의위원회)은 그나마 세부적인 규제 기준도 없는 상황이다.
윤오는 “청소년이 영향받을 수 있다는 주장을 완전히 부정할 수는 없다. 다만 ‘자학 행위’라는 청소년보호위원회의 결정 사유는 이해가 안 된다. 이 노래를 듣고 자해하기보다는 위로 정도를 받지 않을까 싶어서다. 문제에 접근하는 방식이 잘못됐다. 단순히 자해를 다룬 콘텐츠를 규제할 것이 아니라 어떤 청소년이 이런 노래에 공감하는지, 왜 자해를 하는지 먼저 고민해야 한다”고 했다.
윤오는 사랑하는 사람과 헤어지고 나서 이 노래를 만들었다. 사랑하는 사람에게서 이별 통보를 받고 이별을 받아들이지 못했던 때다. 다만 노랫말은 이별을 당한 사람이 아니라 이별을 먼저 말한 사람의 입장에서 썼다. “헤어진 여자친구도 어쩔 수 없이 이별을 말하는 입장이었다. 어쩌면 감정을 끊어내는 게 통보를 받은 사람보다 더 힘들었을 거라고 짐작했다." 하지만 청소년보호위원회는 이를 ‘자학 행위’라고 해석했다.